# Třída Littorio
Třída Vittorio Veneto byla třída bitevních lodí Italského královského námořnictva z doby druhé světové války. Byla to elegantní, dobře pancéřovaná a silně vyzbrojená plavidla. Celkem byly rozestavěny čtyři jednotky této třídy, přičemž dokončit se podařilo tři. Ve službě byly v letech 1940–1943. Třída byla nasazena ve druhé světové válce. Po italské kapitulaci byla jedna potopena Němci a zbývající dvě byly po válce sešrotovány.

## Stavba
Vývoj nových italských bitevních lodí probíhal od počátku 30. let. Silně vyzbrojená a dobře pancéřovaná plavidla svým výtlakem výrazně (o cca 5000 t) překonávala limit dohodnutý na Washingtonské konferenci. Na stavbě se podílely loděnice Cantieri Riuniti dell'Adriatico (CRDA) v Terstu a Ansaldo v Janově. V letech 1940–1942 byly do služby přijaty první tři jednotky. Impero byla během stavby přesunuta z Janova do Benátek, po italské kapitulaci nedokončené plavidlo ukořistili Němci a 20. února 1945 ji nakonec potopil spojenecký nálet.
Jednotky třídy Vittorio Veneto:
| Jméno           | Loděnice | Založení kýlu | Spuštěna           | Vstup do služby | Poznámka |
| --------------- | -------- | ------------- | ------------------ | --------------- | --- |
| Vittorio Veneto | CRDA     | 1934          | 22. července 1937  | 28. dubna 1940  | Po italské kapitulaci 9. září 1943 internována Spojenci, po válce připadla Velké Británii, sešrotována.             |
| Littorio        | Ansaldo  | 1934          | 22. srpna 1938     | 6. května 1940  | Při plavbě do internace ji 9. září 1943 těžce poškodila německá kluzáková puma, po válce připadla USA, sešrotována. |
| Roma            | CRDA     | 1938          | 9. června 1940     | 16. června 1942 | Při plavbě do internace ji 9. září 1943 potopily dvě německé kluzákové pumy.                                        |
| Impero          | Ansaldo  | 1938          | 15. listopadu 1939 | –               | Dne 20. února 1945 byla v Terstu potopena spojeneckým náletem, sešrotována.                                         |

## Konstrukce

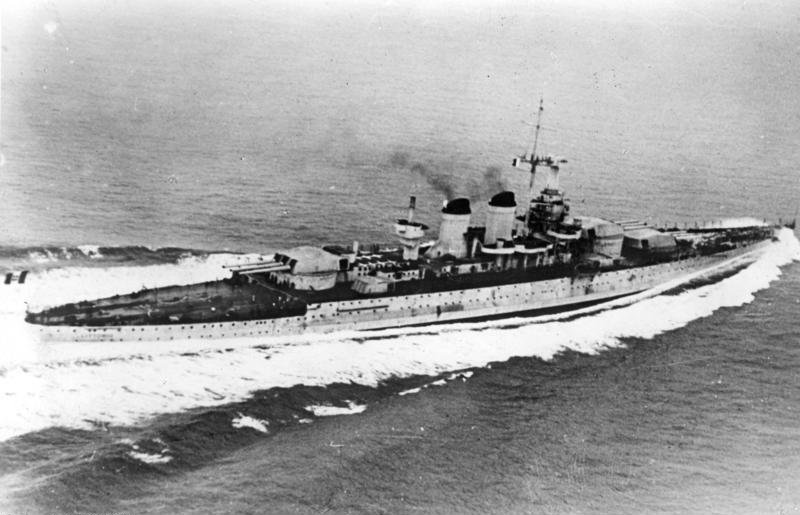
Littorio

Hlavní výzbroj tvořilo devět 381mm kanónů umístěných ve třech třídělových věžích. Zadní dělová věž byla vysoko zvednutá, aby při střelbě neohrožovala vlastní katapult pro hydroplány. Sekundární výzbroj tvořilo dvanáct 152mm kanónů ve třídělových věžích. Lehkou výzbrojí bylo dvanáct 90mm kanónů, dvacet 37mm kanónů a šestnáct 20mm kanónů. Plavidlo neslo až tři hydroplány (IMAM Ro.43, IMAM Ro.44). Pohonný systém tvořilo osm kotlů a čtyři turbínová soustrojí o výkonu 139 561 hp, pohánějící čtyři lodní šrouby. Nejvyšší rychlost dosahovala 30 uzlů.